# La Chamba
La Chamba là một xã trong tỉnh Loire miền trung nước Pháp.